# Dipoena buccalis
Dipoena buccalis är en spindelart som beskrevs av Eugen von Keyserling 1886. Dipoena buccalis ingår i släktet Dipoena och familjen klotspindlar. Inga underarter finns listade i Catalogue of Life.